# 鳥海村
鳥海村（ちょうかいむら）は、昭和32年（1957年）まで岩手県二戸郡にあった村。現在の一戸町出ル町・小友・西法寺・月舘・中里・女鹿にあたる。

## 沿革
- 明治22年（1889年）4月1日 - 町村制施行にともない、出町（いづるまち）村・小友村・西法寺村・月舘村・中里村・女鹿村の計6か村が合併して鳥海村が発足。
- 昭和32年（1957年）11月1日 - 一戸町・姉帯村・小鳥谷村・浪打村と合併し、新制の一戸町となる。

## 行政
- 歴代村長

| 代 | 氏名       | 就任                       | 退任                       | 備考 |
| -- | ---------- | -------------------------- | -------------------------- | ---- |
| 1  | 竹澤寅五郎 | 明治22年（1889年）6月7日   | 明治37年（1904年）2月1日   |      |
| 2  | 林源八郎   | 明治37年（1904年）3月21日  | 明治41年（1908年）4月6日   |      |
| 3  | 外岡佐七郎 | 明治41年（1908年）4月21日  | 明治42年（1909年）9月13日  |      |
| 4  | 久慈喜蔵   | 明治42年（1909年）10月10日 | 明治44年（1911年）7月28日  |      |
| 5  | 外岡佐七郎 | 明治44年（1911年）10月21日 | 大正7年（1918年）3月13日   | 再任 |
| 6  | 外岡清     | 大正7年（1918年）4月30日   | 大正12年（1923年）1月16日  |      |
| 7  | 外岡佐七郎 | 大正12年（1923年）5月30日  | 昭和12年（1937年）12月28日 | 三任 |
| 8  | 橋本喜代次 | 昭和13年（1938年）1月18日  | 昭和21年（1946年）1月17日  |      |
| 9  | 江六前常吉 | 昭和21年（1946年）2月6日   | 昭和30年（1955年）3月25日  |      |
| 10 | 清川浩     | 昭和30年（1955年）5月1日   | 昭和32年（1957年）10月31日 |      |

## 交通

### 鉄道
- 国鉄東北本線：一戸駅